# Jules Salomon
Pour les articles homonymes, voir Salomon.
Jules Salomon, de son nom complet Jean-Marie Jules Salomon, né le 1er février 1873 à Cahors et mort le 31 décembre 1963 à Suresnes, est un industriel français. Il est le fondateur en 1909 de l'entreprise d'automobile Le Zèbre.

## Biographie
Jules Salomon fait ses études à Brive et, après avoir échoué au concours de l'École nationale supérieure d'arts et métiers, intègre l’École de commerce et d'industrie de Bordeaux.
En 1891, il est embauché comme dessinateur aux Établissements Rouart. En 1900, il devient directeur de bureau d'études dans les usines Niel à Évreux. En 1903, il devient collaborateur dans les usines Unic à Puteaux. Là, il crée un nouveau modèle de moteur de voiture.
En 1909, il fonde une société automobile Le Zèbre avec Jacques Bizet.
En 1920, il établit une voiture à quatre places, la Citroën B2.
Entre 1926 et 1928, il travaille en temps qu'ingénieur-conseil chez Peugeot, puis il intègre Rosengart jusqu'en 1939.

Il reçoit[Quand ?] une Grande Médaille de la Société des ingénieurs de l'automobile pour sa contribution à l'industrie automobile française.

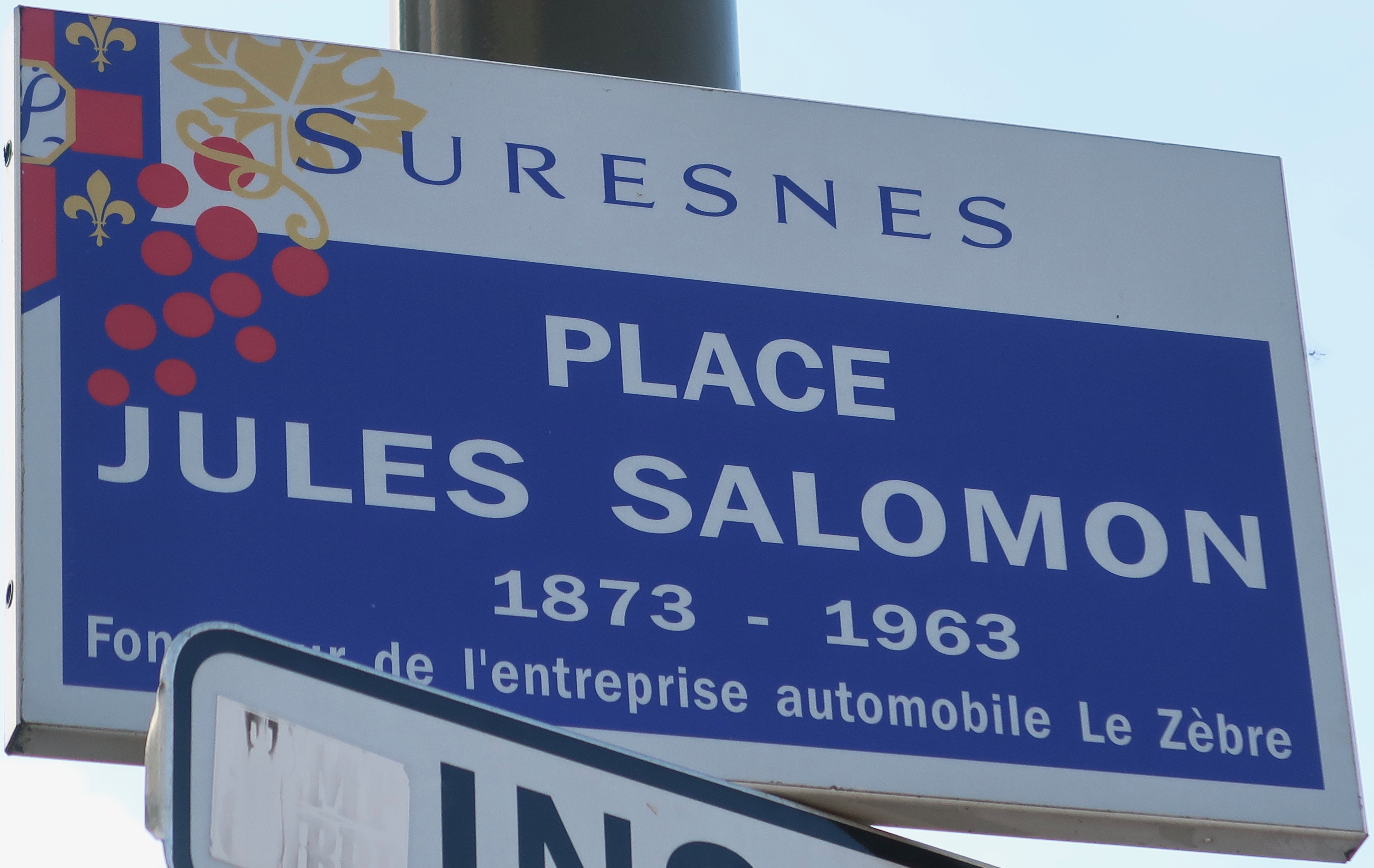
Plaque de la place Jules-Salomon à Suresnes (Hauts-de-Seine)